# Artie Bucco
Arthur „Artie” Bucco, Jr. (creat în cca. 1962), interpretat de John Ventimiglia, este un personaj fictiv în seria televizată distribuită de HBO, Clanul Soprano. Este deținătorul unui restaurant și prieten cu Tony Soprano încă din copilărie. Artie apare din primul episod până în penultimul al serialului.